# Gheorghe Silaș
Gheorghe Silaș (n. 18 aprilie 1914, Căianu Mic, Bistrița-Năsăud, d. 9 martie 2001, Timișoara) a fost un inginer român, membru corespondent (18 decembrie 1991) al Academiei Române.

## Studii
A urmat Colegiul Național „Andrei Mureșanu” din Dej.
Studiile superioare și le-a făcut la Universitatea Babeș-Bolyai din Cluj, obținând licența în matematici și la Institutul Politehnic Timișoara obținând diploma de inginer electromecanic. A obținut titlul de doctor inginer în 1971.

## Activitatea didactică
Și-a început cariera didactică în anul 1944 ca asistent suplinitor și a parcurs întreaga ierarhie universitară in cadrul la Universității Politehnica Timișoara. În 1951 a devenit profesor de mecanică teoretică la Facultatea de Mecanică și de Construcții.
Între anii 1952 - 1956 a fost prodecan al Facultății de Construcții, între 1957-1962 și 1963-1976 a fost prorector al Institutului Politehnic Timișoara, iar între anii 1962-1963 rector. Simultan, între anii 1957-1974 și 1976-1984 a fost șeful catedrei de mecanică a Facultății de Mecanică.
În 1972 a fost distins cu titlul de profesor emerit.

## Activitatea științifică
În domeniul cercetării științifice a abordat probleme de mecanică generală și analitică, ciocniri, vibrații, percuții, zgomote și influența lor asupra organismului uman. Lucrările sale reprezentative sunt „Sisteme vibropercutante” și „Systemes dynamiques à interaction percutantes”. A fost ales membru corespondent al Academiei Române în anul 1991 și a făcut parte din mai multe societăți științifice internaționale.

## Decorații și premii
- Ordinul Steaua RPR cl. V, 1959[6]
- Ordinul Muncii clasa a II-a (26 iunie 1969) „în semn de prețuire a personalului didactic pentru activitatea meritorie în domeniul instruirii și educării elevilor și studenților și a contribuției aduse la dezvoltarea învățămîntului și culturii din patria noastră”[7][6]
- Premiul I al Ministerului Învățământului, 1963[8]